# Войска укреплённых районов
Войска укреплённых районов (войска укрепрайонов (УР), ВУР, УРы) — обобщающее название формирований (подразделения и части), объединённые под единым командованием, предназначенные для ведения самостоятельно или во взаимодействии с полевыми войсками, длительной и упорной обороны отдельных важных участков государственной границы или отдельных районов (территорий), подготовленной как укреплённые районы (десятки километров сложнейших инженерных сооружений, различных заграждений, управляемых и неуправляемых минных полей), то есть оборудованных в инженерном отношении.
Приказом Народного комиссара обороны Союза ССР № 0358 «О введении должности помощника командующего войсками по укрепленным районам в ЛВО, ПрибОВО, ЗапОВО и КОВО», от 18 декабря 1940 года, было приказано ввести в Ленинградском, и Особых Прибалтийском, Западном и Киевском военных округах должность помощника командующего войсками округа по укреплённым районам, к-VI, с окладом в 2 400 рублей в месяц.

## Состав
В состав укреплённого района как формирования, а не укрепления (сооружения), обычно входят (в зависимости от задач):
- Управление (штаб);
- пулемётно-артиллерийские (артиллерийско-пулемётные) части и подразделения;
- артиллерийские части и подразделения;
- танковые части и подразделения;
- сапёрные части и подразделения;
- части и подразделения связи;
- другие части и подразделения.

В период гражданской войны и интервенции в России
В состав укреплённого района входили (в зависимости от возможностей РККА):
- одна — две стрелковые бригады (иногда стрелковый полк или дивизия;
- до дивизиона тяжёлой артиллерии;
- 6—20 лёгких батарей артиллерии;
- эскадрон или полк кавалерии;
- сапёрная рота или батальон;
- части и подразделения броневых поездов (бронепоездов), броневых летучек (бронелетучек);
- одно — два авиационных звена (авиазвена);
- батарея зенитных орудий;
- прожекторная рота;
- воздухоплавательный отряд;
- боевые суда речных флотилий;
- военно-рабочий батальон;

Личным составом Войска УР комплектовались за счёт мобилизованного населения прифронтовых районов, местных караульных команд, отрядов всевобуча, команд ВЧК, иногда использовались запасные полки.
Позднее в 1930-е годы в период военного строительства Вооружённых Сил Союза ССР, в соответствии с военной доктриной Союза ССР, Войска укрепленных районов имели различную численность личного состава.

Войска укрепленных районов

Численность войск укрепленных районов постановлением КО № 433сс прошлого года была установлена в 18 000 человек. В связи с содержанием Днестровских укрепленных районов в штатах и организации военного времени, войска УР продолжают оставаться в усиленном составе и на сегодня составляют 105 500 человек.

Учитывая невозможность перевода Днестровских УРов на организацию мирного времени и необходимость создания частей для новых укрепленных районов Закавказского и Киевского военных округов, временно необходимо установить численность войск укрепленных районов 75 000 человек.— Записка наркома обороны СССР в Политбюро ЦК ВКП(б) — И. В. Сталину и СНК СССР — В. М. Молотову, 09.05.1940 № 0/1/104224
До Великой Отечественной войны укрепленные районы имели различную штатную организацию, в зависимости от выполняемых задач. Наиболее типичный штат (организационно-штатная структура) укреплённого района:
- управление (штаб)
- один — два артдивизиона;
- два — четыре пулемётно-артиллерийских батальона;
- рота связи;
- сапёрная рота;
- автомобильная рота.

В их состав могли входить гаубичные артполки; отдельные батальоны: сапёрные, автомобильные и связи; пулемётные роты, батареи и взводы капонирной артиллерии.
Великая Отечественная война
Во время и после Великой Отечественной войны в состав войск УР обычно входили (в зависимости от задач):
- управление
- пулемётно-артиллерийские (артиллерийско-пулемётные) части и подразделения;
- танковые части и подразделения;
- сапёрные части и подразделения;
- части и подразделения связи;
- другие части и подразделения.

Артиллерийское, противотанковое и пулемётное вооружение войсками укреплённых районов используется в долговременных огневых сооружениях и вне их.
- Казематная артиллерийская установка ДОТ-4 образца 1939 года
- Казематная артиллерийская установка Л-17 образца 1940 года
- 85-мм казематная пушка ЗИФ-26 образца 1948 года
- 100-мм казематная пушка ЗИФ-25 образца 1948 года

## Управление
Во главе ВУР стоял Военный совет в составе коменданта, назначаемого командованием Красной армии, и двух членов, которые назначались органами власти на местах и утверждались РВСР или РВС фронтов.
Приказом РВСР № 1305/255 от 13 августа 1919 года при Полевом штабе и в штабах фронтов были созданы отделения, ведавшие УРами.
Приказом Народного комиссара обороны Союза ССР № 0358 «О введении должности помощника командующего войсками по укреплённым районам в ЛВО, ПрибОВО, ЗапОВО и КОВО», от 18 декабря 1940 года, было приказано ввести в Ленинградском, и Особых Прибалтийском, Западном и Киевском военных округах должность помощника командующего войсками округа по укреплённым районам, к-VI, с окладом в 2 400 рублей в месяц.

## Интересные факты
- 1-й гвардейский укреплённый район (преобразован из 76-го укреплённого района) в годы Великой Отечественной войны, за мужество и героизм личного состава, 4 мая 1943 года удостоен звания «Гвардейский»[6]; многим присвоены почётные наименования[6].